# Brigades Al-Mokhtar
Les Brigades al-Mukhtar, également appelées Saraya al-Makhtar ou Résistance islamique bahreïnie, est un mouvement insurgé chiite bahreïnien qui a pris part à plusieurs attaques contre des cibles gouvernementales. Elle est classée comme organisation terroriste par plusieurs pays, dont les États-Unis et le Royaume-Uni. Les États-Unis et Bahreïn ont tous deux accusé le Corps des Gardiens de la révolution islamique (CGRI) de soutenir l’organisation. C'est l'un des principaux mouvements d'opposition à prendre les armes à Bahreïn et l'une des factions rebelles de l'insurrection à Bahreïn, la principale autre étant les Brigades al-Ashtar.

## Idéologie
Les Brigades ont prêté allégeance au khomeinisme en 2016, à l’occasion de l’anniversaire de la mort du dirigeant iranien, l’ayatollah Khomeini. Les Brigades ont pour objectif officiel de renverser la Maison de Khalifa et de faire de Bahreïn une province de l’Iran, comme elle l'était jusqu'en 1783. Les Brigades Mukhtar ont soutenu les rebelles chiites en Arabie Saoudite pendant le conflit de Qatif.

## Histoire
Les Brigades al-Mukhtar ont été fondées en 2013, deux ans après la fin du soulèvement bahreïnien de 2011. Le groupe a mené environ 200 attaques dans le pays, impliquant principalement l'utilisation d' engins explosifs improvisés contre les forces de sécurité et les officiers du Bouclier de la Péninsule. Même si les attaques ont diminué depuis 2018, l’organisation reste active. Après l'assassinat de Qassem Soleimani, les Brigades ont signé une déclaration condamnant publiquement l'action des États-Unis et mettant en garde contre des attaques en représailles. Le document indiquait qu'il "considérait tous ses intérêts et sa présence [des États-Unis] à Bahreïn comme des cibles légitimes" et s'engageait à mener des attaques contre des cibles américaines à Bahreïn. 
Les brigades Al-Mokhtar ont également des activités à l'étranger et sont intervenues dans la guerre civile syrienne pour soutenir les forces du régime, où le Small Wars Journal affirme que les Brigades collaborent avec le Hezbollah.
L'organisation a publiquement admis ses liens étroits avec les paramilitaires irakiens pro-iraniens Brigades de l'imam Ali et Saraya al-Khorasani.